# Herbert Dill
Herbert Gerhard Dill (Berlino, 31 dicembre 1908 – Berlino, 24 aprile 1942) è stato un marciatore tedesco.
Nel 1936 prese parte ai Giochi olimpici di Berlino classificandosi sedicesimo nei 50 km di marcia. Partecipò anche ai campionati europei di atletica leggera di Parigi, sempre nella marcia 50 km, conquistando la medaglia d'argento alle spalle del britannico Harold Whitlock.

## Palmarès
| Anno | Manifestazione  | Sede    | Evento       | Risultato | Prestazione | Note |
| ---- | --------------- | ------- | ------------ | --------- | ----------- | ---- |
| 1936 | Giochi olimpici | Berlino | Marcia 50 km | 16º       | 4'51"26     |      |
| 1938 | Europei         | Parigi  | Marcia 50 km | Argento   | 4h43'34"    |      |